# Numeriek

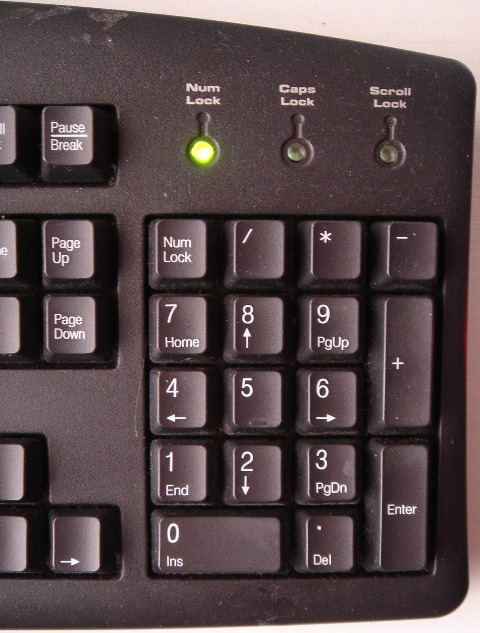
Numeriek gedeelte van een toetsenbord

Numeriek betekent: getalsmatig, uitgedrukt in getallen. Het begrip wordt in verschillende situaties gebruikt.

## Numeriek versus alfabetisch
Veel toetsenborden van computers hebben een numeriek gedeelte: het afgezonderde gedeelte rechts waar de cijfertoetsen een plaats hebben. Niet alle laptops beschikken daarover. Het andere deel van het toetsenbord heet alfabetisch. Een reeks cijfers heet numeriek. Een reeks willekeurige tekens heet alfanumeriek.
Er bestaan - tot veler ergernis - twee standaardindelingen voor numerieke toetsenborden.
Links: rekenmachines en computers.
Rechts: telefoons en pinautomaten.
| 7 | 8 | 9 |
| 4 | 5 | 6 |
| 1 | 2 | 3 |
| 0 |   |   |
| - | - | - |

| 1 | 2 | 3 |
| 4 | 5 | 6 |
| 7 | 8 | 9 |
| - | - | - |
|   | 0 |   |

## Uitlezing
Een uitlezing van een meetinstrument met een getal, dus met cijfers in plaats van met wijzers, wordt soms ook numeriek genoemd. Vooral in vertalingen uit het Frans komt men dit tegen. De term digitaal is in het Nederlands gebruikelijker. Een uitlezing met wijzers heet analoog. Een klok of snelheidsmeter kan zowel een analoge uitlezing met wijzers als een numerieke uitlezing hebben.

## Wiskunde
In de (toegepaste) wetenschappen worden numerieke algoritmes gebruikt om bepaalde vraagstukken op te lossen. Hier staat numeriek dan in tegenstelling tot analytisch. Een analytische oplossing bestaat erin, om een vraagstuk met formules, dus algebra en wiskundige analyse op te lossen. In gevallen waar dat onmogelijk of te omslachtig is, grijpt men noodgedwongen terug naar numerieke oplossingen, die soms door computers worden uitgevoerd.
Een lineaire vergelijking of een vierkantsvergelijking kan gemakkelijk analytisch worden opgelost en de oplossing is exact bekend. Voor een derdegraads of vierdegraads vergelijking bestaat er een analytische oplossing van Ferrari, maar die is al zo bewerkelijk, dat men doorgaans de numerieke oplossing verkiest om puur praktische redenen. Dat betekent dat men door een iteratie een steeds betere benadering vindt. Voor een vijfdegraads of hogere vergelijking bestaat er geen analytische oplossing en moet men noodgedwongen naar een numerieke oplossing grijpen.
Een voorbeeld is de Newton-Raphson-methode, die de oplossing van een vraagstuk benadert (in dit geval: het zoeken van nulpunten van een functie). Ook voor transcendente vergelijkingen is die methode nodig. Een voorbeeld is de oplossing van het Drielichamenprobleem in de hemelmechanica.
Numerieke methodes vinden toepassingen in tal van andere takken van toegepaste wetenschap, bijvoorbeeld berekenen van elektromagnetische velden, van elastische vervormingen van bruggen en andere, voorspelling van het weer.

### Voorbeeld
Een numerieke oplossing is altijd enigszins onnauwkeurig en kan zelfs zeer verkeerde resultaten opleveren. Stel dat men de loop van hemellichamen berekent. Men kan op t=0 berekenen welke kracht de hemellichamen op elkaar uitoefenen. Daaruit berekent men de versnelling, de snelheid en de positie op t=1, waarna men verder kan rekenen. Stel nu dat twee hemellichamen op elkaar afkomen. Op t=5 zijn ze dicht bij elkaar en de aantrekkingskracht is groot. Ze krijgen dus een zeer grote snelheid, en ze leggen in een tijdseenheid (tussen t=6 en t=5) een grote afstand af. Op t=6 zijn ze elkaar voorbijgevlogen. Ze zijn nu veel verder van elkaar, dus er is niet veel aantrekkingskracht meer om hun loop te vertragen. Ze vliegen met grote snelheid van elkaar weg. De numerieke berekening doet dus vermoeden dat twee hemellichamen snel van elkaar wegvliegen als ze elkaar zeer dicht naderen - wat volkomen onjuist is.

## Numerieke waarde
In onder meer de natuurwetenschappen kan de waarde van een grootheid worden opgevat als het product van de numerieke waarde en de eenheid.